# Livio Puccioni
Livio Puccioni (Castelfiorentino, 3 maggio 1926 – San Miniato, 9 luglio 2006) è stato un calciatore italiano, di ruolo portiere.

## Carriera
Fra il 1950 e il 1952 giocò nell'Inter in Serie A, scendendo in campo 23 volte in due stagioni.
Successivamente passa al Torino, all'Udinese e, dopo essere rientrato all'Inter, al Catania.